# Homicide du Sénat brésilien
 (mars 2025).
Si vous disposez d'ouvrages ou d'articles de référence ou si vous connaissez des sites web de qualité traitant du thème abordé ici, merci de compléter l'article en donnant les références utiles à sa vérifiabilité et en les liant à la section « Notes et références ».
L'homicide du Sénat brésilien est un événement historique survenu le 4 décembre 1963 à l'intérieur du Sénat fédéral brésilien, à Brasilia. L'événement est caractérisé par un assassinat perpétré par le sénateur Arnon de Melo (pt) (PDC - AL) qui a tenté de tirer sur le sénateur Silvestre Péricles (pt) (PSD - AL) mais a tué le sénateur suppléant José Kairala (pt) (PSD - AC).

## Contexte
La confusion a commencé quelque temps avant, avec des discussions entre les sénateurs Arnon de Melo et Silvestre Périclès, car tous deux étaient issus de familles avec une certaine notoriété politique dans l'état d'Alagoas, la montée des deux familles en politique a fini par générer un certain conflit.
Cette ascension a touché principalement les Périclès, qui avaient occupé des postes politiques régionaux et fédéraux plus longtemps que les Mello, qui occuperont plus tard des postes plus pertinents avec l'arrivée de Fernando Collor de Mello, le fils d'Arnon, à la présidence du Brésil.
Périclès avait ensuite provoqué Arnon qui, pour se défendre d'une prétendue menace, s'était mis à porter une arme à feu.

## Homicide
Arnon, qui avait assisté à quelques séances du Sénat, fut incité par Périclès à assister à la séance fédérale du 4 décembre 1963.
Après ces provocations, Arnon est venu à la séance armé. Connaissant le risque qu'il prenait, Périclès est également venu armé à la séance.
Après avoir demandé la parole, Arnon a prononcé un discours sur les menaces auxquelles lui et sa famille étaient confrontés, et lorsque Périclès a commencé à avancer, Arnon lui a tiré dessus. Périclès se jeta au sol en dégainant son arme, mais João Agripino (pt) l'empêcha de tirer sur Arnon.
Après la fusillade, il a été constaté qu'un troisième sénateur qui tentait d'interrompre le combat a été touché. Le sénateur en question était José Kairala, de l'État d'Acre et du même parti que Périclès.
José Kairala occupait la section en tant que suppléant après un problème de santé survenu avec le sénateur (pt) occupant son siège. José était fier de son travail et a amené sa femme et ses enfants à la session comme il s'agissait de sa dernière au Sénat fédéral.
José a été secouru, mais n'a pas survécu à ses blessures et a fini par mourir à l'hôpital le même jour. En raison de l'incident, la session a été annulée jusqu'à nouvel ordre par son président, Auro de Moura Andrade (en).

## Conséquences
Les deux sénateurs ont été conduits au commissariat pour faire leurs dépositions. Après les déclarations, le sénateur Arnon est resté en garde à vue et en possession de son revolver.
Après quelques heures de prison, Aron a été libéré avec la promesse d'assister à une audience, où il a été libéré pour légitime défense et la mort a été traitée comme un accident.
L'épouse du sénateur José a également tenté de faire payer par Arnon les dépenses scolaires de son fils, mais sa demande n'a pas abouti.

## Autres fusillades
Le 26 décembre 1929, alors que le District fédéral (en) était encore à Rio de Janeiro, le membre du Congrès Ildefonso Simões Lopes (pt) a abattu son rival Manuel Francisco de Sousa Filho (pt), prétendument pour défendre son fils. Il a été acquitté.
Le 8 juin 1967, à la Chambre des députés, le député Nelson Carneiro (pt) a riposté contre une gifle qu'il avait reçue du député Estácio Gonçalves Souto Maior après s'être disputé la présidence de l'Union parlementaire quelques jours plus tôt, en tirant sur Souto Maior. Tous deux ont survécu et ont ensuite été acquittés.